# Пам'ятник працівникам локомотивного депо (Кривий Ріг)
Пам'ятник працівникам локомотивного депо, що загинули в роки Великої Вітчизняної війни, розташований біля будівлі управління локомотивного депо, при вул. Серафімовича, 97, у Довгинцівському районі м. Кривий Ріг.

## Передісторія
Паровозне депо станції Довгинцево (нині — Криворізьке локомотивне депо) стало до ладу у 1884 році з відкриттям Катерининської залізниці. На початку 1940-х років в парку було близько 100 паровозів. У серпні 1941 року через наближенням лінії німецько-радянського фронту й загрозою окупації міста матеріальна частина депо була евакуйована до м. Кокчетав (Казахстан). Більшість паровозних бригад стали фронтовими. У 1985 році було встановлено пам'ятник на честь працівників депо, які загинули в роки німецько-радянської війни.
Рішенням Дніпропетровського облвиконкому від 19.11.1990 року № 424 пам'ятка була взята на державний облік з охоронним номером 6320.

## Пам'ятка
Пам'ятник у вигляді уклінної фігури солдата, що спирається на ліве коліно, в правій руці тримає пістолет-кулемет Шпагіна, у лівій — каску. Бетонна скульптура пофарбована «під бронзу». Висота — 1,15 м, ширина — 0,6 м. Скульптура встановлена на бетонний постамент. Його основа — бетонний блок розмірами 1,0×1,0×0,5 м. Постамент трапецієвидного перетину, ширина лицьової сторони 0,65 м, тильної — 1,0 м, бічні грані по 0,65 м, висота 2,5 м. В нижній частині виділена меморіальна дошка розмірами 0,7х0,45х0,04 м з іменами 11 загиблих працівників локомотивного депо. Літери виконані контррельєфом і пофарбовані під бронзу. На верхній частині постаменту напис російською мовою заглибленими літерами у 6 рядків:
|  | Вечная слава / работникам депо / погибшим / в Великой / Отечественной / войне 1941-1945 гг. |

Під написом розміщені зображення лаврової гілки.